# Thomas Pynchon
Thomas Ruggles Pynchon Jr. (ur. 8 maja 1937 w Glen Cove w stanie Nowy Jork) – amerykański powieściopisarz i nowelista, którego dzieła łączą czarny humor i fantastykę, przedstawiając alienację człowieka w chaosie współczesnego społeczeństwa. Jeden z czołowych twórców postmodernizmu.

## Życiorys
Pod koniec lat 50. XX wieku uczęszczał w Nowym Jorku na kurs pisania powieści razem z Richardem Fariñą i Mikiem Curtisem. W 1959 r. Pynchon zamieszkał wspólnie z nimi w wynajętym mieszkaniu. Fariña i Pynchon rywalizowali ze sobą na polu literackim. Z tej rywalizacji wynikła powieść Pynchona V. i powieść Fariñy Been Down So Long It Looks Like Up to Me (1966). Z rywalizacji Fariñy z Dylanem powstał tekst Tarantula – Poems Dylana. Pynchon był drużbą na ślubie Richarda z piosenkarką folkową Carolyn Hester. Ich przyjaźń trwała do śmierci Fariñy w wypadku motocyklowym (1966). Pynchon swoją powieść Tęcza grawitacji dedykował Richardowi.
Tworzy głównie powieści. Pisuje również opowiadania, eseje oraz recenzje książek (głównie dla „New York Timesa”). W czasie studiów na Uniwersytecie Cornella był przez pewien czas uczniem Vladimira Nabokova. Sam Nabokov zapytany o Pynchona odparł, iż sobie go nie przypomina. Dopiero żona pisarza (i wykładowcy), Vera Nabokov, przypomniała sobie osobliwie napisane prace przyszłego autora V. – składające się w połowie z liter drukowanych a w połowie z pisanych. Po opuszczeniu Uniwersytetu Cornella zatrudnił się w firmie Boeing, gdzie zajmował się aspektami technicznymi rakiet Bomarc. Doświadczenia nabyte w Boeingu posłużyły pisarzowi zapewne za inspirację do stworzenia fikcyjnych korporacji jak "Yoyodyne" w powieści V. Wiedza o rakietach okazała się niewątpliwie kluczowa dla napisania Tęczy grawitacji.
Erudycyjne i skomplikowane dzieła Pynchona cieszą się uznaniem krytyków, mają też sporą lojalną grupę „nieprofesjonalnych” czytelników. Szeroka wiedza Pynchona zarówno z pola nauk humanistycznych, jak i ścisłych znajduje swoje odbicie w jego książkach, nowatorskich w formie i arcyobszernych w treści. Efektem tego jest rozziew opinii wokół dzieł pisarza – obok głosów widzących w Pynchonie geniusza pojawiają się te, które uznają jego twórczość za bełkot.
Krytyk literacki Harold Bloom zaliczył Pynchona (obok Dona DeLillo, Philipa Rotha oraz Cormaca McCarthy’ego) do czwórki wielkich amerykańskich powieściopisarzy naszych czasów.
Thomas Pynchon stał się swoistą ikoną amerykańskiego światka pisarskiego z powodu niezłomnej i niezwykłej skłonności do ukrywania swojej osoby przed mediami. O spotkaniach z Pynchonem na ulicy powstają historie porównywalne do doniesień o spotkaniach z Yeti. Ostatnie publicznie dostępne zdjęcia Pynchona pochodzą z jego czasów studenckich. Efektem tej tajemniczości jest nieustanna gotowość mediów do wytropienia Pynchona. Przypuszczano, że J.D. Salinger i Pynchon to jedna i ta sama osoba, zupełnie niesłusznie.
W ostatnich latach pisarz zdecydował się ujawnić brzmienie swego głosu, podkładając go w jednym z odcinków serialu animowanego The Simpsons (The Diatribe of a Mad Housewife), w którym występuje w roli samego siebie. W roku 2001 powstał o Pynchonie film dokumentalny pt. A Journey Into the Mind of P. – tytuł ten jest grą słów nawiązującą do jednego z esejów Pynchona.
21 listopada 2006 ukazała się kolejna powieść Pynchona, Against the Day, której akcja rozgrywa się w różnych miejscach w Stanach Zjednoczonych, Meksyku, Europie i Azji Środkowej w okresie od 1893 (Targi Światowe w Chicago) do lat tuż po I wojnie światowej. Wieści o niej zaczęły się pojawiać już ponad dwa lata wcześniej (podobnie jak i spekulacje dotyczące fabuły).
W sierpniu 2009 ukazała się powieść Wada ukryta, utrzymana w poetyce noir, a w 2013 powieść W sieci.

## Twórczość

### Powieści
- V. (V., 1963), wyd. polskie 2022, przeł. Wojciech Szypuła[5]
- 49 idzie pod młotek (The Crying of Lot 49, 1966), wyd. polskie 1990, przeł. Piotr Siemion[6]
- Tęcza grawitacji (Gravity’s Rainbow, 1973), wyd. polskie 2001, przeł. Robert Sudół[7]
- Vineland (Vineland, 1990), wyd. polskie 2015, przeł. Jędrzej Polak[8]
- Mason i Dixon (Mason & Dixon, 1997), wyd. polskie 2005, przeł. Joanna Urban[9]
- Against the Day, 2006
- Wada ukryta (Inherent Vice, 2009), wyd. polskie 2011, przeł. Andrzej Szulc[10]
- W sieci (Bleeding Edge, 2013), wyd. polskie 2015, przeł. Tomasz Wyżyński[11]

### Opowiadania
- Niepojętny uczeń (zbiór) (Slow Learner, 1984), wyd. polskie 2021, przeł. Piotr Prachnio, Roman Vasylenko[12]

### Eseje i inne teksty
Obszerna kolekcja esejów i innych tekstów na stronach themodernword.com  (w jęz. angielskim)